# Szekuláris egyensúly
A szekuláris egyensúly a bomlási sorozatok tagjainak mennyisége egy anyagdarabban, mint az idő függvénye, matematikailag differenciálegyenletek rendszerével írható le. Ha egy sorozat tagjainak láncszerű bomlása egy zárt helyen már eléggé régóta folyik (régebben, mint a sorozatkezdő izotóp felezési idejének többszöröse), akkor a sorozat tagjai között aktivitás-egyenlőség alakul ki: minden tag aktivitása egyenlővé válik a sorozatkezdő izotóp aktivitásával, vagyis {\displaystyle A_{1}=A_{2}=\cdots =A_{i}=\cdots } (Ez a magok számára nézve egyenértékű a {\displaystyle \lambda _{1}N_{1}=\lambda _{2}N_{2}=\cdots =\lambda _{i}N_{i}=\cdots } egyenlőséggel.) Ezt az aktivitás-egyenlőségi állapotot szekuláris egyensúlynak nevezik.